# 卢西坦人
盧西塔尼人（拉丁語：Lusitani）是生活在伊比利半島西部（葡萄牙里斯本市和西班牙西北部貝坦索斯）的土著，早在羅馬與迦太基發生布匿戰爭時，便生活在該地。
盧西塔尼人的主要敵人是佔領伊比利半島東部、中部的圖爾泰德尼人和迦太基人，前者佔有伊比利亞的三分之二，後者佔有加的斯城（今西班牙南部）且隱有北侵的企圖。於是在第二次布匿克戰爭時，盧西塔尼加入以羅馬為中心的同盟軍，並力抗圖爾泰德尼和迦太基將領哈斯德魯巴‧巴卡的入侵。在大西庇阿的奇襲下，羅馬軍團迅速攻破新迦太基(西班牙東南部)，繼而奪取迦太基在西班牙的主導地位。布匿克戰爭結束後，盧西塔尼成為伊比利半島上最強悍的蠻族部落。
西元前60年，龐培、凱薩、克拉蘇建立前三雄的同盟關係，伊比利半島及北非昔蘭尼加以西的土地盡數劃入龐培的勢力範圍，此時伊比利半島的另一支部落坎塔布里盤據在薩拉戈薩和努曼提亞一帶，盧西塔尼仍保有原居地里斯本及貝坦索斯。羅馬本土爆發斯巴達克斯起義時，羅馬前執政官馬略的學生塞多留聯合了盧西塔尼人發動伊比利亞地區的叛變行動，史稱塞多留戰爭。
平民派的馬略是貴族派員老蘇拉的政敵，而龐培亦為蘇拉的學生，故塞多留戰爭亦是羅馬平民與貴族間的一場鬥爭。戰局一度膠著，雖然龐培攻破庇里牛斯山口，一路勢如破竹，卻在勞倫之戰遭塞多留及盧西塔尼聯軍圍困在城中，直到羅馬將領皮烏斯繞道支援進攻加的斯的盧西塔尼人，進攻塞多留軍的側翼才僥倖突圍而去。
最終塞多留的起義遭到鎮壓，盧西塔尼人被趕回里斯本。凱薩面臨維欽托利及阿利塔維奧拉引起的高盧大叛變時，盧西塔尼和坎塔布里人也向伊比利亞的龐培軍發動攻勢，最終招致羅馬軍團的反擊，在努米底亞騎兵的輔助下，龐培大敗伊比利蠻族的聯軍，盧西塔尼人就此消失在歷史舞台，坎塔布里部落也在屋大維的後三雄時代為屋大為及雷必達手下的羅馬軍團剿滅。